# Stenocercus dumerilii
O Stenocercus dumerilii é uma espécie de lagarto do gênero Stenocercus  que habita o território brasileiro ocorrendo nos estados do Maranhão e Pará.